# VIC-20 minneskarta
Detta är en minneskarta för en hemdator kallad VIC-20. Processorn i en VIC-20 har ett 16-bitars adresseringsregister vilket gör det möjligt att adressera ett adressutrymme som omfattar totalt 64K eller 65536 unika minnesadresser. Varje adress i det adresserbara utrymmet kan lagra eller tillhandahålla information av olika slag. Till vänster i tabellen återges de hexadecimala talen för adresserna till respektive minnesområde. Till höger i tabellen beskrivs användning/innehåll i respektive minnesområde.
Processorn som används i en VIC-20 läser vid uppstart startadressen till sin första instruktion från adresserna $FFFE-FFFF som vanligtvis pekar på en initieringsprocess lagrad i ROM-minnet. Efter initieringsprocessen är ett flertal händelser som datorn utför drivna av återkommande interrupt (avbrott). När ett interrupt inträffar exekveras en rutin i ROM-minnet som bl.a. läser av om det finns några nertryckta tangenter på datorns inbyggda tangentbord. Vid interrupt lagras de värden som tillfälligtvis finns i de olika registren i stacken som ligger i minnets första sida mellan adresserna $0100-01FF. När interruptrutinerna är avslutade återställs registren i dators processor som därmed återgår till den position som den hade innan det att interruptet inträffade. Vissa interrupt är hårdvarustyrda medan andra går att styra med hjälp av programvara. Programmeringbara interrupts kan till exempel initieras på beställning av det inbyggda grafikchipset VIC.
```
$0000 - 03FF Diverse systemvariabler och 
stack
.
$0400 - 0FFF Används ej (3K 
RAM
 expansionsplats)
$1000 – 1DFF 
RAM
-minne avsett för Basic
$1E00 - 1FFF 1/2K Screen 
RAM

$2000 – 3FFF Används ej (8k 
RAM
/
ROM
 expansionsplats, block 1)
$4000 – 5FFF Används ej (8k 
RAM
/
ROM
 expansionsplats, block 2)
$6000 – 7FFF Används ej (8k 
RAM
/
ROM
 expansionsplats, block 3)
$8000 – 8FFF Grafiska tecken
$9000 – 95FF 
VIC
 Chip och I/O
$9600 – 97FF Färginformation
$9800 – 9FFF I/O
$A000 - BFFF Används ej (8k 
ROM
 expansionsplats)
$C000 - DFFF 8K 
Basic
 
ROM

$E000 - FFFF 8K 
Kernel
 
ROM
```

Om datorn utrustas med expansionsminne flyttas vissa adresser till platserna visade nedan.
```
$1000 – 11FF 1/2K Screen 
RAM

$1200 -      
RAM
-minne avsett för Basic
$9400 – 95FF Färg information
```